# Hans Grimm
Hans Emil Wilhelm Grimm (Wiesbaden, 22 de marzo de 1875 - Lippoldsberg, Wahlsburg, 27 de septiembre de 1959) fue un escritor y publicista alemán. 

## Trayectoria
Grimm saltó a la fama en 1926 con su novela Volk ohne Raum (traducida como Pueblo sin espacio) que se inscribe en el movimiento nacionalista Blut und Boden. Este título coincidió con la deriva de la política expansionista del nacionalsocialismo. En su novela, Grimm no hablaba del concepto Drang nach Osten (Expansión hacia el este, refiriéndose a Polonia y Rusia), sino más bien al derecho del pueblo alemán a tener colonias para defender su lengua y su cultura.
Desde 1935 fue miembro del consejo de la presidencia del Reichsschrifttumskammer, el departamento del Reichskulturkammer bajo la dirección de Joseph Goebbels que administró la promoción de la literatura y el control de los escritores desde 1933 a 1945.